# Urochroa bougueri
El colibrí de Bouguer occidental (Urochroa bougueri), también denominado colibrí serrano pintado, colibrí gorgirrufa (en Colombia), estrella bigotirrufa o estrella de bigote (en Ecuador), o colibrí naguiblanco (en Colombia), es una especie de ave apodiforme de la familia Trochilidae (los colibríes) una de las dos pertenecientes al género Urochroa. Es nativo de regiones andinas del noroeste de América del Sur.

## Distribución y hábitat
Se distribuye en la región del Chocó, pendiente del Pacífico de la cordillera de los Andes del oeste de Colombia (desde el sur de Chocó) y noroeste de Ecuador (al sur hasta Pichinca).
Esta especie es considerada bastante común en Colombia y de rara a poco común en Ecuador, en sus hábitats naturales: los bosques húmedos y sus bordes, a lo largo de ríos y quebradas y en zonas con predominio de vegetación arbustiva, entre 1500 y 2800 m de altitud.

## Descripción
Mide 13 a 14 cm de longitud y pesa entre 8,5 a 9,2 g. Pico largo, sutilmente decurvado y negro. Presenta el dorso color verde cobrizo; la barbilla y área malar color rufo; la garganta y el pecho son de color azul iridiscente; el vientre gris parduzco; las coberteras supracaudales cobrizas, las infracaudales negras; los lados y flancos verde opaco. Las rectrices centrales y externas son negras y el resto de la cola blanca con margen gris oscuro.

## Alimentación
Se alimenta del néctar sujetándose a las flores con sus patas. Forrajea en el interior del bosque, usualmente solitario, en los estratos bajo y medio, pero ocasionalmente hasta el dosel. Es común observarlo volar sobre ríos capturando insectos, mientras realiza acrobacias.

## Reproducción
Construye el nido en forma de cuenco, con musgos, líquenes y raicillas, en una rama vertical de un árbol, entre cinco y doce metros sobre el suelo. La hembra pone dos huevos que incuba durante 16 a 18 días y los pichones abandonan el nido a los 23 a 25 días.

## Sistemática

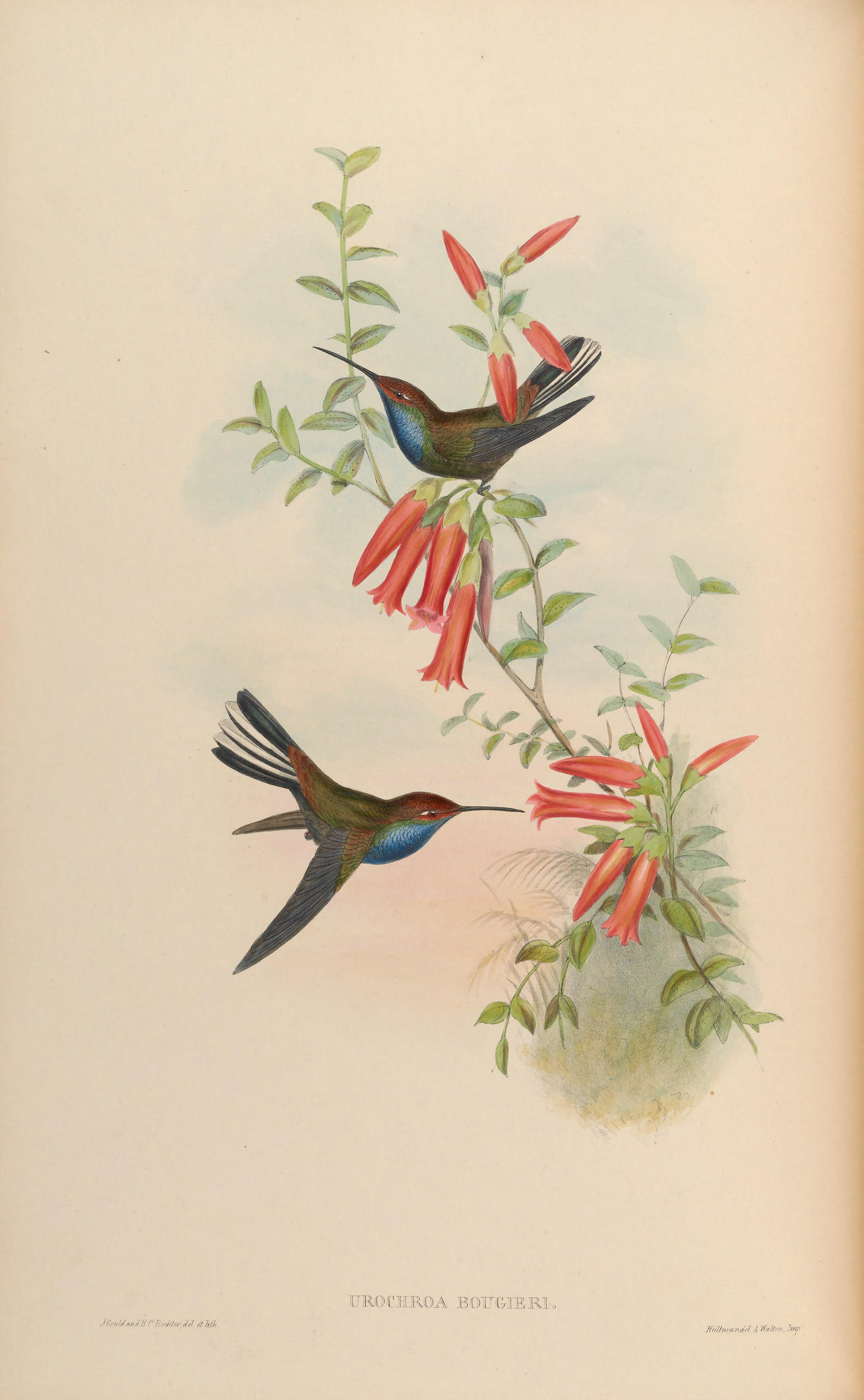
Urochroa bougeri (error), ilustración de Gould y Richter en A monograph of the Trochilidae, or family of humming-birds 2, 1861.

### Descripción original
La especie U. bougueri fue descrita por primera vez por el ornitólogo francés Jules Bourcier en 1851 bajo el nombre científico Trochilus bougueri; su localidad tipo es: «zonas cálidas de Nanegal, Ecuador».

### Etimología
El nombre genérico femenino «Urochroa» se compone de las palabras del griego «oura» que significa ‘cola’, y «khroa» que significa ‘color’, ‘complexión’; y el nombre de la especie «bougueri», conmemora al matemático, astrónomo e hidrógrafo francés Pierre Bouguer (1698–1758).

### Taxonomía
La especie Urochroa leucura fue históricamente tratada como una subespecie de la presente, hasta que fue elevada a especie plena por algunos autores con base en significativas diferencias morfológicas y de plumaje. Lo que fue posteriormente seguido por las principales clasificaciones y reconocido en la Propuesta No 775 al Comité de Clasificación de Sudamérica (SACC).
Es monotípica.